# هاوانا براون
هاوانا براون (انگلیسی: Havana Brown؛ زادهٔ ۱۴ فوریهٔ ۱۹۸۵) دی‌جی، خوانندگی، ترانه‌سرا، تهیه‌کننده موسیقی، رقاص و مدل اهل استرالیا است. وی از سال ۲۰۰۸ میلادی تاکنون مشغول فعالیت بوده‌است. هاوانا میکس‌هایی از خوانندگانی همچون بریتنی اسپیرز، ریانا، پوسی‌کت دالز، کریس براون، انریکه ایگلسیاس و پیت‌بول (خواننده) داشته‌است.